# Jüdischer Friedhof (Dorstfeld)

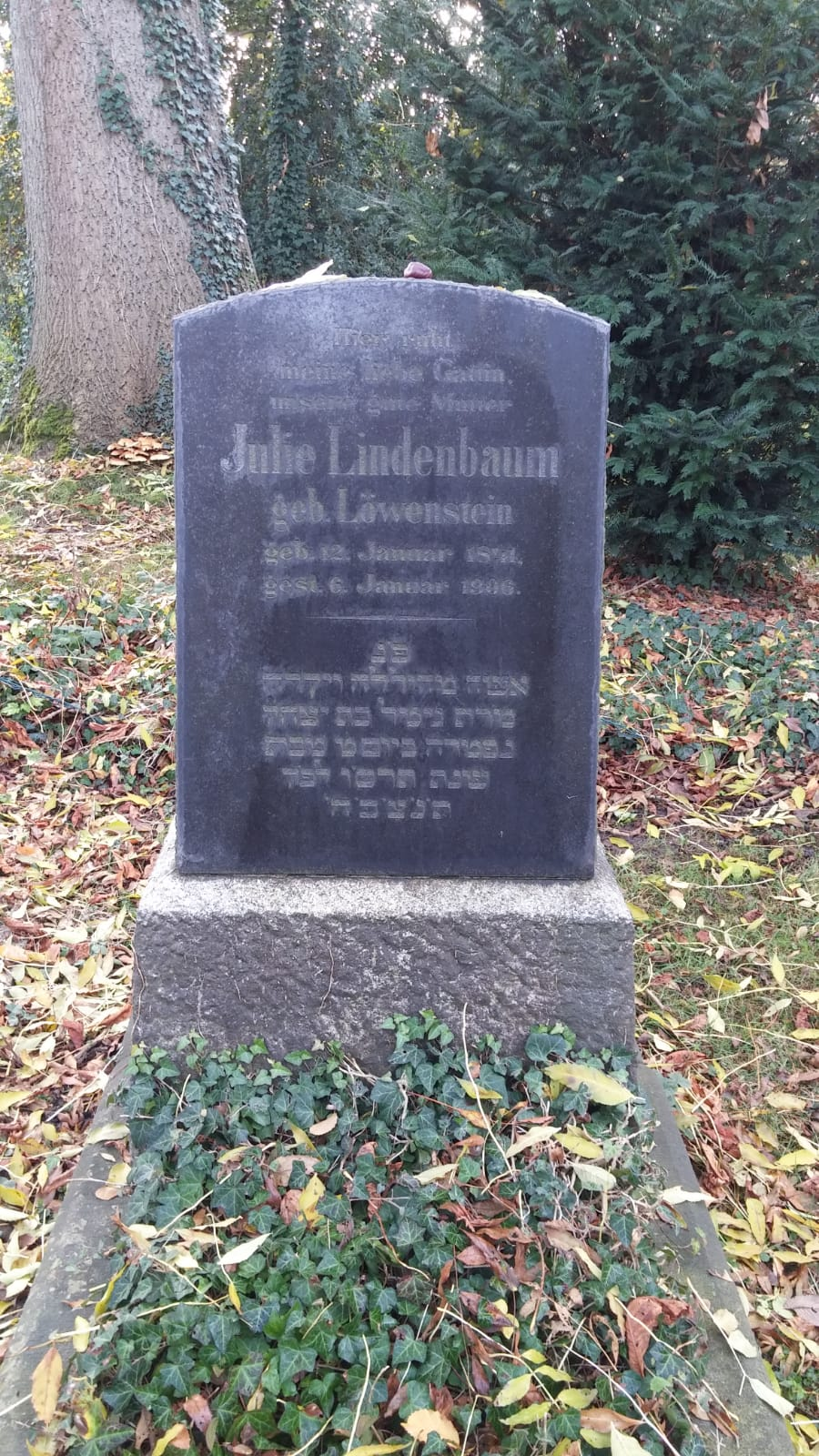
Grabstein Lindenbaum

Der Jüdische Friedhof Dorstfeld ist ein ehemaliger jüdischer Friedhof im Dortmunder Stadtteil Dorstfeld.
Er liegt an der Wittener Straße 14 und diente in der Zeit von 1861 bis 1938 als Begräbnisstätte der jüdischen Gemeinde.
Der 394 m² große Friedhof wurde während der Zeit des Nationalsozialismus aufgehoben. Das Grundstück wurde mehrfach weiterveräußert. Am 13. August 1963 wurde es an die Stadt Dortmund verkauft. Heute gehört das Grundstück der evangelischen Kirchengemeinde.